# كيوي (خلخال)
كيوي هي قرية في مقاطعة خلخال، إيران. عدد سكان هذه القرية هو 190 في سنة 2006.